# Sèvres
Sèvres é uma comunidade francesa na região administrativa da Ilha de França, no departamento Altos do Sena, nos subúrbios de Paris (está localizada a 9,9 km - 6,2 milhas - do centro da capital).
A região é conhecida por suas porcelanas, as "Porcelanas de Sèvres".

## Geografia

### Transportes

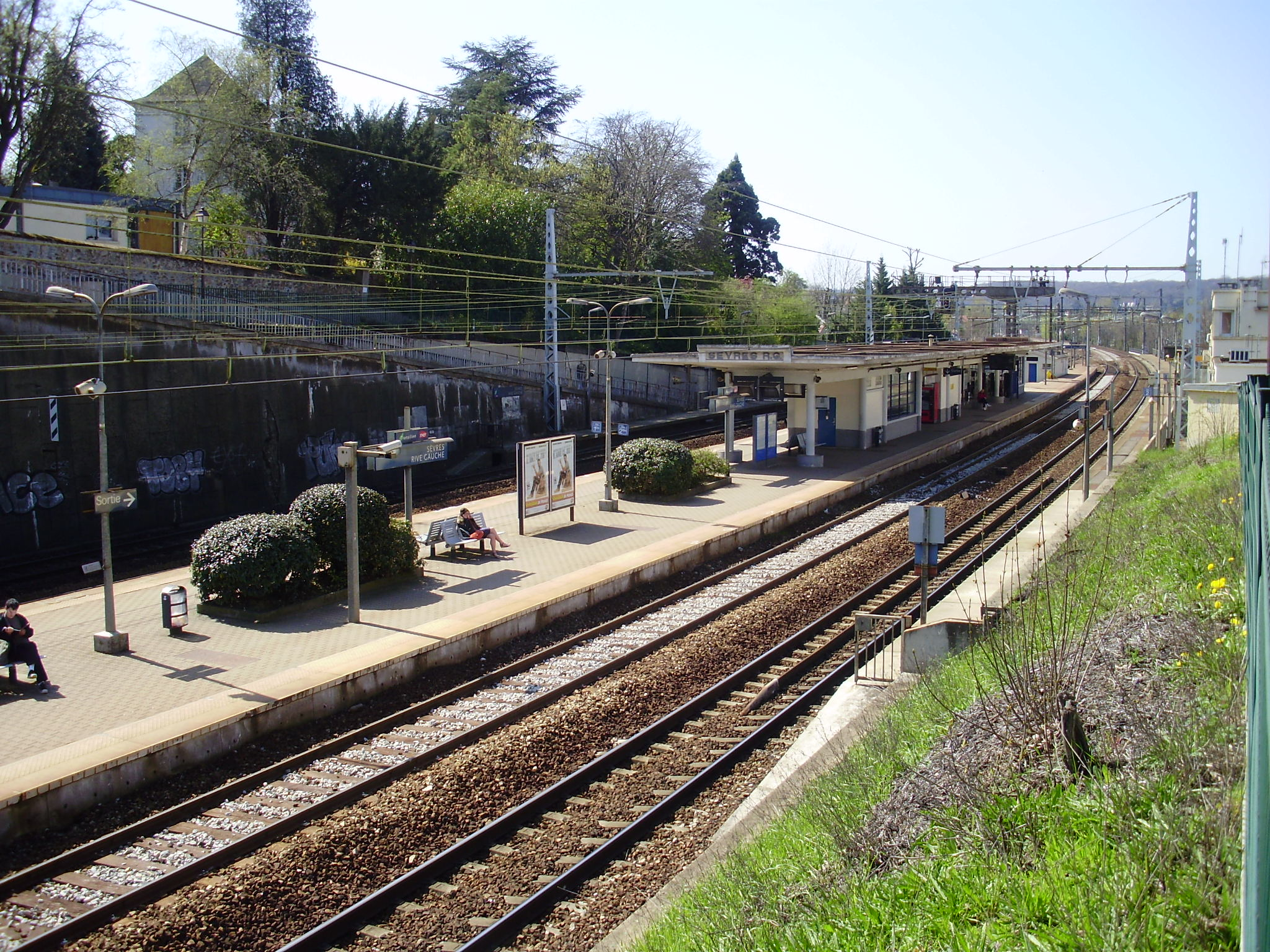
A estação de Sèvres - Rive Gauche.

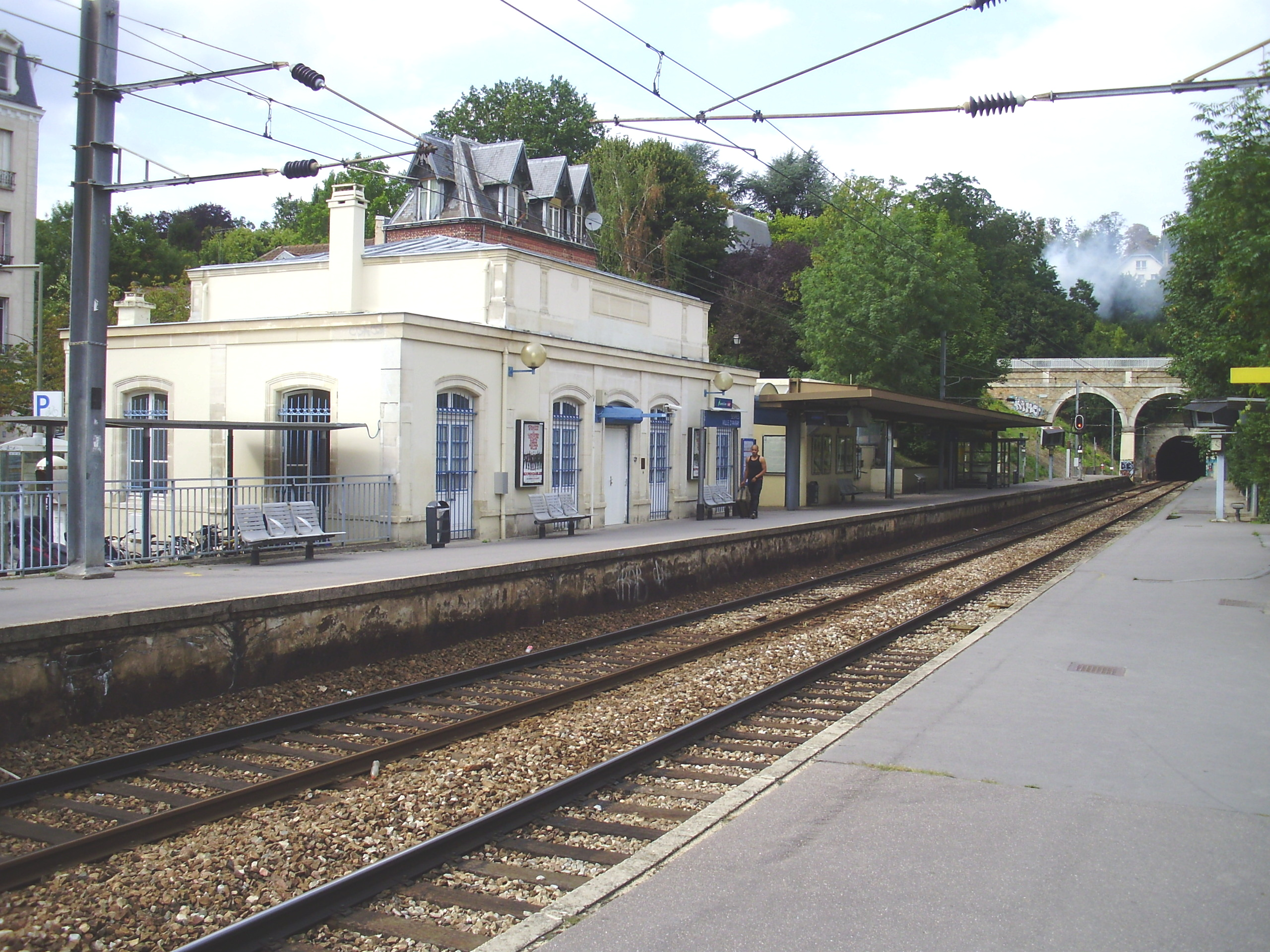
A estação de Sèvres - Ville d'Avray.

Sèvres é servida pela estação de Sèvres – Rive Gauche do RER C e pela estação de Sèvres – Ville d'Avray (SNCF) do Transilien.
A comuna também é servida pela linha 2 do Tramway d'Île-de-France.

## Toponímia
O nome da localidade é atestado sob a forma Savarano século VI, tem por origem, o nome do riacho que seguia o vale de Viroflay, Chaville, Sèvres. Depois sob as formas Villa Savara no século VI, Saura, Saure, Savra, Saevara no século XI, Severa, Sepera e Separa no século XIII, Sevra, Sièvre, Saives, Sèvre-en-France-lez-paris a partir do século XIV, antes de Sèvres.
Sèvres tomou o nome do rio que a atravessava. Sèvres compreende o radical sav-, sab-, no sentido de "cavidade" ou o radical sam- "tranquilo". Esses radicais são muitas vezes utilizados em hidronímia.
A raiz é a mesma para o Sèvre Nantaise e o Sèvre Niortaise que deu seu nome ao departamento de Deux-Sèvres.

## História

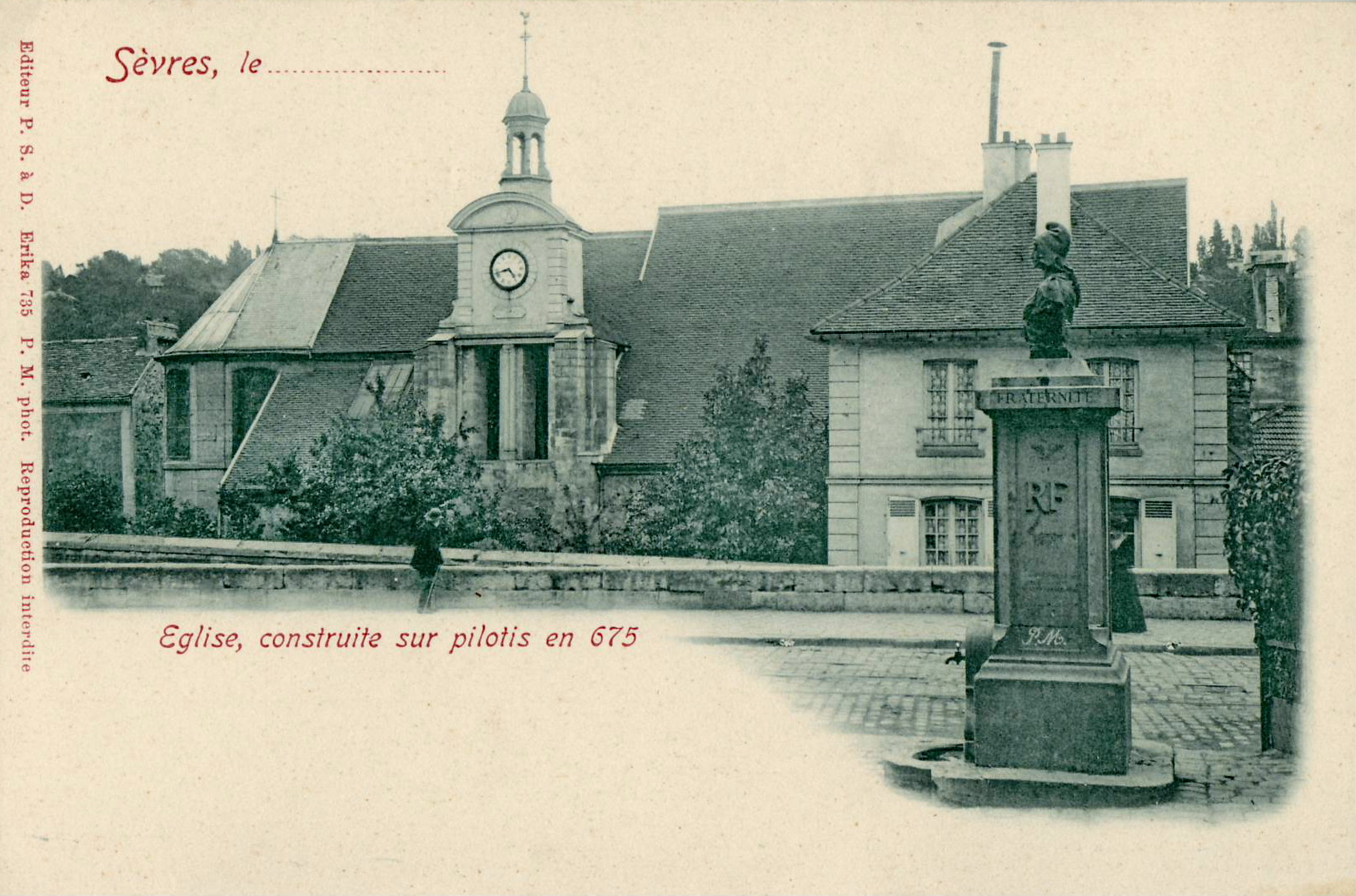
A igreja de Saint-Romain-de-Blaye no início do século XX.

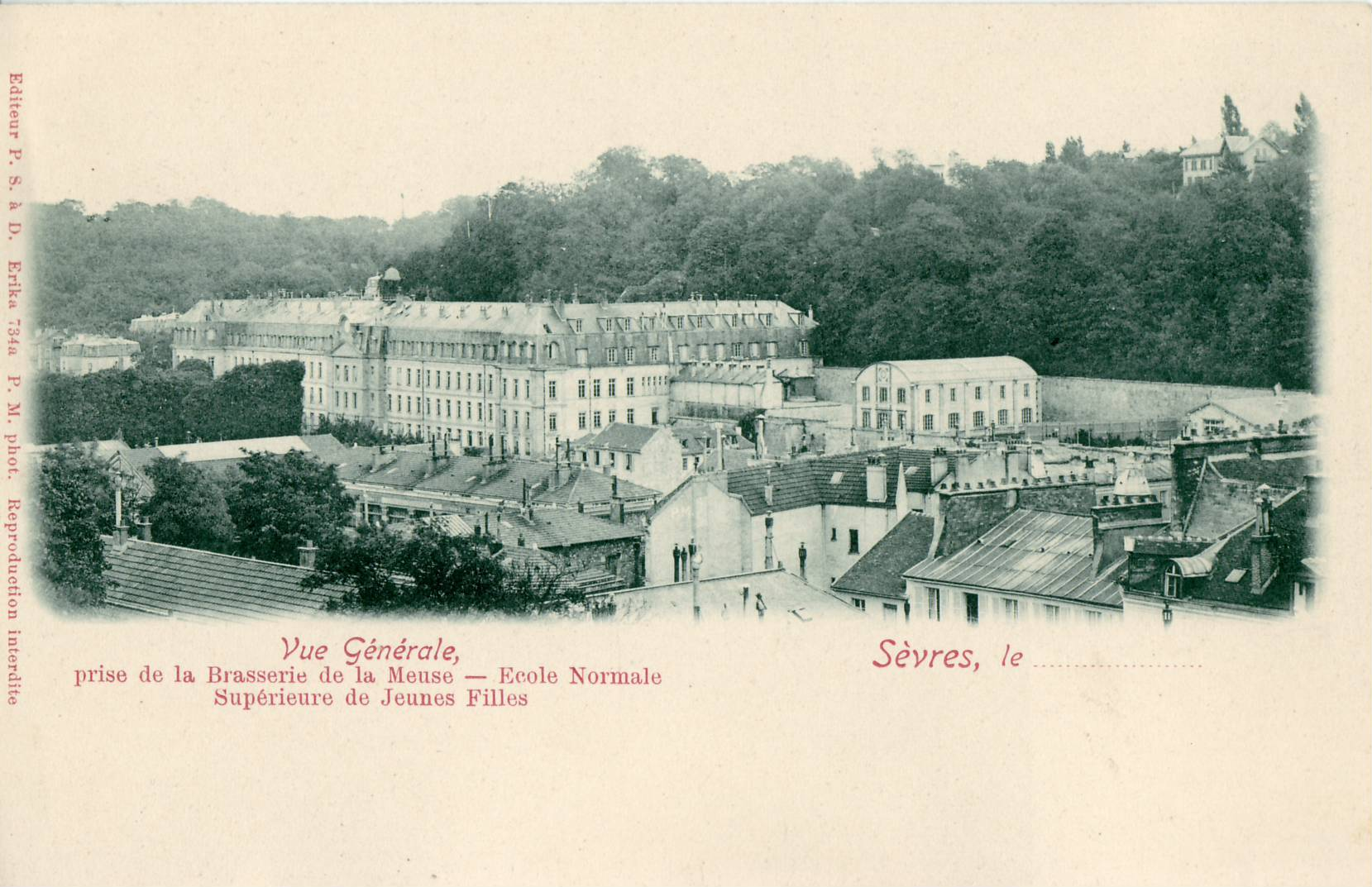
A antiga École normale supérieure de Sèvres no início do século XX.

- A cidade de Sèvres existia em 560, época em que São Germano, bispo de Paris, aí cura um doente e constrói a igreja.
- A igreja Saint-Romain-de-Blaye, atual e muitas vezes remodelada, data do século XIII. Aí havia um castelo senhorial.
- A manufacture de Sèvres foi formada em 1750, pelos fazendeiros gerais; eles a mantinham do Marquês de Fulvi que a explorou em Vincennes.
- Em 1756, Madame de Pompadour mandou transferir a fábrica de porcelana de Vincennes para Sèvres. Foi instalado no local de Guyarde, a antiga estância de férias de Lulli.
- Em 1760, Luís XV comprou a fábrica que se tornou "real".
- A ponte de Sèvres, que era de madeira, foi iniciada em pedra em 1809 e terminada em 1820.
- Em 1815, os habitantes de Sèvres, unidos a alguns soldados, tentaram resistir aos prussianos, que ocuparam Sèvres e a saquearam apesar da capitulação assinada em Saint-Cloud.
- 20 de maio de 1875: após a assinatura em Paris da Convenção do Metro, que decidiu particularmente construir um novo protótipo de metro platina irídio, este é depositado no Escritório Internacional de pesos e medidas (BIPM) dentro do Pavillon de Breteuil situado no parque de Saint-Cloud. O governo francês "ofereceu este edifício" ao BIPM. O pavilhão principal estava, então, em um estado próximo da ruína, após os bombardeios prussianos da Guerra de 1870. A renovação foi, portanto, apoiada pelo escritório internacional[6].
- O Tratado de Sèvres (10 de agosto de 1920)

Assinado na grande sala que abriga atualmente o Museu de Porcelana em Sèvres, é um tratado de paz entre os Aliados e o Império Otomano, em detrimento deste último.
- Os Protocolos de Sèvres (21 a 24 de outubro de 1956)

Os Protocolos de Sèvres (às vezes chamados "acordos") são um acordo secreto de sete pontos consignando por escrito um acordo tripartido entre Israel, a França e a Grã-Bretanha em reação à nacionalização do Canal de Suez pelo governante egípcio Nasser.
- A renovação do centro antigo da cidade, insalubre, acompanhado do desvio da RN 10, começou em 1961 pela gestão do Dr. Odic, que incluiu a destruição de 1 500 moradias e construção de 1 600 novas moradias, 42 000 m² de escritórios ou de locais comerciais[7][8]. O município de Jean Caillonneau reorientou a urbanização no final da década de 1980 para favorecer a criação de escritórios para "refazer de Sèvres uma cidade dinâmica e industriosa"[9].

## Instituições

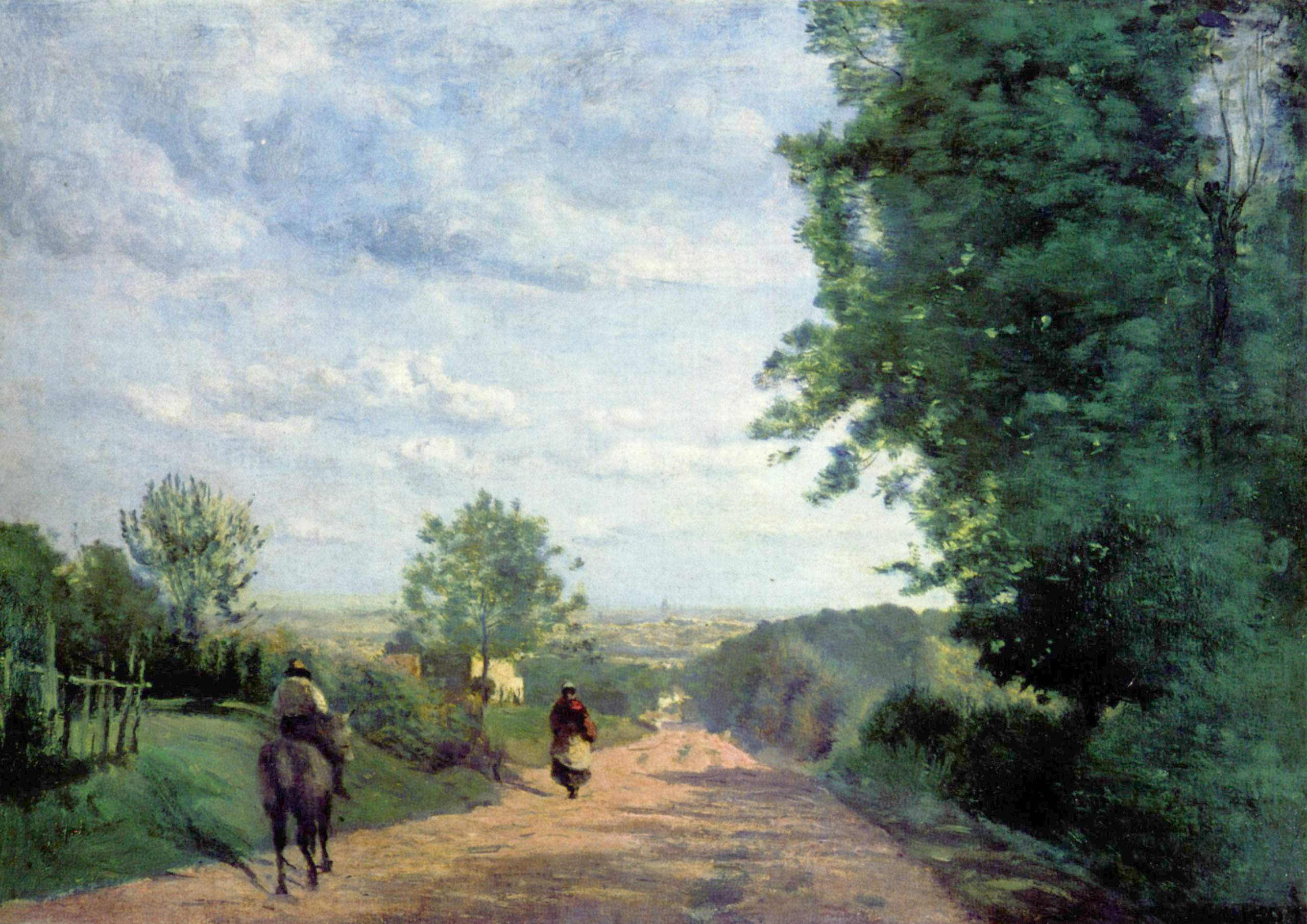
Estrada para Sèvres, Jean-Baptiste Camille Corot, 1855-1865.

- A Manufacture nationale de Sèvres é um estabelecimento público de manufatura de cerâmica, cuja tradição remonta ao século XVIII.
- O Museu Nacional de Cerâmica de Sèvres (Musée national de céramique de Sèvres) fica localizado defronte à Manufatura.
- O Escritório Internacional de Pesos e Medidas (Bureau International des Poids et Mesures), localizado no Pavillon de Breteuil, mantém os padrões de medida do Sistema Internacional de Unidades (SI): o quilograma, relógio atômico, e outros instrumentos meteorológicos. A propriedade na qual a Agência fica situada é considerada território internacional, e está fora da soberania francesa. Por conta disso não foi ocupada pelas tropas nazis, durante a II Guerra Mundial.
- Abadia do Bosque nome de uma comunidade religiosa de mulheres existente nesta comuna em 1640 e demolida em 1907. Por esta comunidade passaram Juliette Récamier, Alphonse de Lamartine, Victor Hugo e François-René de Chateaubriand.

## Cultura local e patrimônio
- A Igreja de Saint-Romain-de-Blaye
- A Igreja de Notre-Dame-des-Bruyères
- O Collège Arménien (Colégio Armênio)
- A Manufatura dos Cristais da Rainha
- A Manufatura Nacional de Porcelana
- A Maison des Jardies
- Museu Nacional de Cerâmica
- O Pavilhão de Breteuil
- A Villa Castel Henriette